# Serie A2 1995-1996 (pallavolo maschile)
La Serie A2 maschile FIPAV 1995-96 fu la 19ª edizione della manifestazione organizzata dalla FIPAV.

## Regolamento
Le 16 squadre partecipanti disputarono un girone unico con partite di andata e ritorno. Le prime due classificate al termine della regular season furono promosse direttamente in Serie A1, mentre le squadre classificate dal 13º al 16º posto retrocessero in Serie B.

## Avvenimenti
Il campionato ebbe inizio il 29 settembre e si concluse il 27 aprile con la vittoria della Colmark Brescia e della TNT Traco Catania.

## Le squadre partecipanti
Le squadre partecipanti furono 16. Con il ripescaggio di Padova, conseguente alla rinuncia di Milano, la sola Banca di Sassari F.O.S. Sant'Antioco era la squadra proveniente dalla Serie A1, mentre Codyeco Santa Croce, Samgas Crema, SICC Rovigo e Venta Club Matera erano le neopromosse dalla B. La Conad Ferrara, dopo la rinuncia alla Serie A1, si reiscrisse in A2 al posto della ripescata Macerata; la rinuncia di Milano portò al ripescaggio della Carifano Fano.
| Squadra                              | Stagioni in Serie A2 | Allenatore           | Campo di gioco                     |
| ------------------------------------ | -------------------- | -------------------- | ---------------------------------- |
| Banca di Sassari F.O.S. Sant'Antioco | 5                    | Luigi Ferlito        | PalaRockefeller di Cagliari        |
| Carifano Fano                        | 5                    | Nicola Agricola      | PalaAllende di Fano, PU            |
| Codyeco Santa Croce                  | 13                   | Antonio Zecchi       | PalaFucecchio di Fucecchio, FI     |
| Colmark Brescia                      | 8                    | Luigi Zizioli        | Palasport San Filippo di Brescia   |
| Conad Ferrara                        | 13                   | Antonio Beccari      | Palasport di Ferrara               |
| Cosmogas Forlì                       | 6                    | Raffaele Casadei     | PalaGalassi di Forlì               |
| Giacomelli Castellana Grotte         | 2                    | Giuseppe Lorizio     | Palasport di Castellana Grotte, BA |
| LeccePen Torino                      | 2                    | Bruno Bagnoli        | PalaRuffini di Torino              |
| Pallavolo Mantova                    | 7                    | Sergio Gelati        | PalaTe di Mantova                  |
| Samgas Crema                         | 1                    | Giampiero Fasce      | PalaBertoni di Crema, CR           |
| Montecchio Maggiore                  | 3                    | Piero Molducci       | Palasport di Vicenza               |
| Sicc Rovigo                          | 1                    | Gabriele Cottarelli  | Palasport di Rovigo                |
| Sira Cucine Falconara                | 6                    | Massimo Concetti     | PalaRossini di Ancona              |
| TNT Traco Catania                    | 3                    | Ljubomir Travica     | PalaTupparello di Acireale, CT     |
| Toscana Recapiti Livorno             | 9                    | Alessandro Lazzeroni | PalaMacchia di Livorno             |
| Venta Club Matera                    | 1                    | Riccardo Maldonado   | PalaSassi di Matera                |

## Classifica
| Pos. | Squadra                              | Pt | G  | V  | P  | SV | SP |
| ---- | ------------------------------------ | -- | -- | -- | -- | -- | -- |
| 1.   | TNT Traco Catania                    | 54 | 30 | 27 | 3  | 85 | 24 |
| 2.   | Colmark Brescia                      | 48 | 30 | 24 | 6  | 80 | 24 |
| 3.   | Montecchio Maggiore                  | 46 | 30 | 23 | 7  | 76 | 44 |
| 4.   | Conad Ferrara                        | 44 | 30 | 22 | 8  | 74 | 39 |
| 5.   | Venta Club Matera                    | 38 | 30 | 19 | 11 | 64 | 54 |
| 6.   | Cosmogas Forlì                       | 32 | 30 | 16 | 14 | 60 | 55 |
| 7.   | LeccePen Torino                      | 30 | 30 | 15 | 15 | 60 | 52 |
| 8.   | Sicc Rovigo                          | 30 | 30 | 15 | 15 | 56 | 68 |
| 9.   | Giacomelli Castellana Grotte         | 28 | 30 | 14 | 16 | 51 | 65 |
| 10.  | Toscana Recapiti Livorno             | 24 | 30 | 12 | 18 | 53 | 62 |
| 11.  | Carifano Fano                        | 22 | 30 | 11 | 19 | 52 | 67 |
| 12.  | Sira Cucine Falconara                | 22 | 30 | 11 | 19 | 48 | 69 |
| 13.  | Banca di Sassari F.O.S. Sant'Antioco | 18 | 30 | 9  | 21 | 48 | 75 |
| 14.  | Samgas Crema                         | 18 | 30 | 9  | 21 | 44 | 75 |
| 15.  | Pallavolo Mantova                    | 18 | 30 | 9  | 21 | 39 | 75 |
| 16.  | Codyeco Santa Croce                  | 8  | 30 | 4  | 26 | 30 | 82 |

## Risultati

### Tabellone
|              | Brescia | Castellana | Catania | Crema | Falconara | Fano | Ferrara | Forlì | Livorno | Mantova | Matera | Montecchio | Rovigo | Sant'Antioco | Santa Croce | Torino |
| ------------ | ------- | ---------- | ------- | ----- | --------- | ---- | ------- | ----- | ------- | ------- | ------ | ---------- | ------ | ------------ | ----------- | ------ |
| Brescia      | XXX     | 3-0        | 1-3     | 3-0   | 3-0       | 3-1  | 3-1     | 3-0   | 3-0     | 3-0     | 2-3    | 3-0        | 3-0    | 3-0          | 3-0         | 3-0    |
| Castellana   | 0-3     | XXX        | 2-3     | 3-1   | 3-2       | 3-2  | 0-3     | 3-0   | 3-2     | 3-0     | 1-3    | 2-3        | 3-0    | 3-1          | 3-0         | 0-3    |
| Catania      | 0-3     | 3-0        | XXX     | 3-0   | 3-1       | 3-1  | 3-1     | 3-1   | 3-0     | 3-0     | 2-3    | 2-3        | 3-1    | 3-0          | 3-0         | 3-1    |
| Crema        | 1-3     | 3-1        | 0-3     | XXX   | 3-1       | 1-3  | 2-3     | 0-3   | 3-2     | 3-2     | 1-3    | 3-2        | 3-2    | 0-3          | 3-1         | 3-0    |
| Falconara    | 0-3     | 3-0        | 0-3     | 3-1   | XXX       | 3-0  | 0-3     | 2-3   | 0-3     | 3-0     | 1-3    | 2-3        | 3-1    | 3-2          | 3-2         | 3-2    |
| Fano         | 0-3     | 2-3        | 0-3     | 3-2   | 3-1       | XXX  | 1-3     | 1-3   | 0-3     | 3-1     | 3-0    | 3-1        | 3-1    | 1-3          | 3-0         | 1-3    |
| Ferrara      | 3-0     | 2-3        | 1-3     | 3-0   | 3-0       | 3-1  | XXX     | 3-1   | 3-0     | 3-0     | 3-0    | 1-3        | 3-0    | 3-1          | 3-1         | 3-2    |
| Forlì        | 0-3     | 3-0        | 1-3     | 3-0   | 1-3       | 3-1  | 0-3     | XXX   | 3-0     | 3-0     | 3-1    | 3-1        | 1-3    | 2-3          | 3-0         | 3-1    |
| Livorno      | 1-3     | 3-0        | 0-3     | 3-1   | 3-2       | 3-1  | 1-3     | 1-3   | XXX     | 3-2     | 2-3    | 3-0        | 3-0    | 2-3          | 3-1         | 1-3    |
| Mantova      | 1-3     | 3-1        | 0-3     | 3-2   | 1-3       | 3-2  | 0-3     | 2-3   | 3-1     | XXX     | 3-1    | 0-3        | 3-0    | 3-1          | 3-2         | 2-3    |
| Matera       | 3-2     | 3-0        | 0-3     | 3-2   | 3-0       | 3-2  | 3-1     | 3-1   | 3-2     | 3-0     | XXX    | 1-3        | 3-0    | 1-3          | 3-0         | 3-0    |
| Montecchio   | 3-1     | 3-1        | 1-3     | 3-0   | 3-0       | 3-1  | 2-3     | 3-2   | 3-2     | 3-0     | 3-1    | XXX        | 3-1    | 3-2          | 3-0         | 3-2    |
| Rovigo       | 1-3     | 3-1        | 1-3     | 3-1   | 3-1       | 3-1  | 3-1     | 3-0   | 1-3     | 3-1     | 3-1    | 2-3        | XXX    | 3-0          | 3-2         | 3-0    |
| Sant'Antioco | 0-3     | 2-3        | 0-3     | 3-2   | 3-0       | 3-1  | 3-1     | 3-0   | 0-3     | 2-3     | 3-1    | 0-3        | 1-3    | XXX          | 3-1         | 0-3    |
| Santa Croce  | 0-3     | 1-3        | 0-3     | 1-3   | 2-3       | 0-3  | 1-3     | 3-2   | 3-0     | 3-0     | 2-3    | 0-3        | 1-3    | 3-2          | XXX         | 0-3    |
| Torino       | 3-2     | 2-3        | 2-3     | 3-0   | 3-0       | 1-3  | 3-0     | 1-3   | 3-0     | 3-0     | 3-0    | 0-3        | 1-3    | 3-1          | 3-0         | XXX    |